# Daniel Burman
Daniel Burman (Buenos Aires,  29 augustus 1973) is een Argentijns filmregisseur en scenarioschrijver.
Burman bracht in 1995 zijn eerste korte film uit, toen hij nog film studeerde. In 1995 zette ook hij ook, samen met Diego Dubcovsky een eigen productiefirma op, "BD Cine" (Burman en Dubcovsky Cine). In 1998 bracht hij zijn eerste speelfilm uit. 
Met de film Todas Las Azafatas Van Al Cielo kwam hij voor het eerst op de  Berlinale in de afdeling "panorama". Met de film El abrazo partido werd hij in 2004 uitgenodigd om deel te nemen aan het Internationaal filmfestival van Berlijn en won de Grote Prijs van de Jury. Hoofdrolspeler Daniel Hendler kreeg de Zilveren Beer als beste acteur. De film was een deel van een drieluik. De andere delen zijn Esperando al mesías (2000) en Derecho de familia (2006). Zij werden geschreven en geregisseerd door Burman met Daniel Hendler in de hoofdrol. De films zijn grotendeels autobiografisch en gaan over het leven van een jonge Jood in Buenos Aires. Burman is zelf van Pools-joodse afkomst. Met de film Derecho di familia opende hij in 2006 de afdeling "panorama speciaal" van het Berlijnse filmfestival. 
Andere filmervaring deed hij op als co-producent van de film Diarios de motocicleta in een regie van de Braziliaan Walter Salles. Burman is een der belangrijkste vertegenwoordigers  van de "nieuwe Argentijnse film" die ontstond aan het einde van de jaren 1990.

## Filmografie

### Als regisseur
- En que estación estamos? (1992, kortfilm)
- Post data de ambas cartas (1993, kortfilm)
- Help o el pedido de auxilio de una mujer viva (1994, kortfilm)
- Niños envueltos (1995, kortfilm)
- Un Crisantemo Estalla en Cinco Esquinas (1998)
- Esperando al Mesías (2000)
- Todas Las Azafatas Van Al Cielo (2002)
- El abrazo partido (2004)
- 18-J (2004)
- Derecho de Familia (2006)
- Encarnación (2007)
- El nido vacío (2008)
- El rey del once (2016)

### Televisie
- La pista (1997)
- Un cuento de Navidad (2002)

- Biblioteca Nacional de España: XX1499669
- Bibliothèque nationale de France: cb14627492f (data)
- Catàleg d'autoritats de noms i títols de Catalunya: 981058515174806706
- Gemeinsame Normdatei: 139627227
- International Standard Name Identifier: 0000 0001 1031 8694
- Library of Congress Control Number: nr00036888
- Nationale Bibliotheek van Israël: 987007319582105171
- Nederlandse Thesaurus van Auteursnamen: 240057813
- Système universitaire de documentation: 09237042X
- Virtual International Authority File: 101346673
- WorldCat: E39PBJx4mYV7GYgfqP8gbvKfMP